# Top Model
Top Model är ett tv-format som lanserades i Sverige när originalserien America's Next Top Model började sändas på TV3. Från hösten 2016 visas en ny Skandinavisk säsong av programmet på Kanal 11 och streamingtjänsten Dplay. I USA visades serien på The CW, och innan 2006 på denna kanals föregångare UPN. 
Seriens namn har i Sverige förkortats till just Top Model. Andra likadana serier som utspelar sig andra länder har samma ursprungliga titel på engelska, tex. Britain's Next Top Model, Australia's Next Top Model och Canada's Next Top Model. I Sverige kallas dessa serier tex. Top Model Sverige eller Top Model England.

## Lokala versioner av Top Model
- America's Next Top Model
- Australia's Next Top Model
- Britain's Next Top Model
- Canada's Next Top Model
- Germany's Next Top Model
- Holland's Next Top Model
- Philippines' next Top Model
- Scandinavia's Next Top Model
- Top Model Danmark
- Top Model Norge
- Supermodelo Spanien
- Top Model Sverige
- New Zealand's Next Top Model
- Poland's Next Top Model

## Programledare
- Susanna (Mini) Andén; Säsong ett och två (Sverige)
- Tyra Banks (USA)
- Lisa Butcher (Storbritannien)
- Cynthia Garrett (Skandinavien)
- Ruffa Gutierrez-Bektas (Philippines)
- Tricia Helfer (Kanada)
- Erika Heynatz (Australien)
- Heidi Klum (Tyskland)
- Judith Mascó (Spanien)
- Anne P (Danmark)
- Malin Persson; Säsong tre (Sverige)
- Kathrine Sørland (Norge)
- Sara Tetro (Nya Zeeland)
- Joanna Krupa (Polen)
- Izabella Scorupco; Säsong fem (Sverige)